# Inženjering znanja
Inženjering znanja je, prema definiciji, "inženjerska disciplina koja podrazumijeva integraciju znanja u računalni sustav s ciljem rješavanja kompleksnih problemskih zadataka koji inače iziskuju visoku razinu ljudske stručnosti."

### Znanje
U svrhu objašnjenja inženjeringa znanja potrebno je definirati znanje kao takvo. Znanje je:
- visoko-strukturirani oblik informacija
- faktor potreban za stručno razmišljanje
- segment podjele između ne-stručnjaka i stručnjaka
- faktor potreban za izvršavanje kompleksnih zadataka
- poput mehanizma ili stroja u ljudskoj glavi[2]

U tom kontekstu znanje je aktivnost koja manipulira, transformira ili stvara rezultat iz nečega. Štoviše, djeluje kao mehanizam koji iz podataka i informacija kreira odluke i definirane postupke.
U svrhu shvaćanja znanja kao cerebralnog mehanizma svake osobe potrebno je znati kako je to znanje strukturirano tj. od kojih se komponenti sastoji i na koji način su one povezane te kako znanje djeluje, tj. kako se komponente ponašaju i koji se procesi odvijaju.
Znanje predstavljaju naša vjerovanja i vrednovanja koja se zasnivaju na smisleno organiziranom skupu informacija (poruka) do kojih dolazimo iskustvom, komunikacijom ili zaključivanjem.

## Sustavi znanja
Inženjering znanja je predmet istraživanja u području umjetne inteligencije, koji se bavi izradom sustava zasnovanih na znanju (eng. KBS - Knowledge-based systems). Takvi su sustavi definirani kao računalni programi koji sadrže široki spektar znanja, pravila i mehaničkih rezonanci poradi rješavanja stvarnih problema, zamjenjujući ljudske stručnjake.
Osnovni oblik sustava zasnovanih na znanju su ekspertni sustavi (eng. ES - Expert systems) čija je svrha oponašanje rezonantnih procesa stručnjaka. Takvi sustavi imaju mogućnost obavljanja stručnjakova posla kroz duže vremensko razdoblje. Tipični primjeri ekspertnih sustava uključuju dijagnoze bakterijalnih infekcija, savjetovanje u istraživanju mineralnih sirovina ili vrednovanje prilikom dizajniranja elektroničkog sklopovlja.

### Specifične aktivnosti za izradu sustava zasnovanog na znanju
- Procjena problematike
- Razvijanje osnovne strukture sustava
- Prikupljanje i strukturiranje povezanih informacija, znanja i postavki (IPK model)
- Implementacija strukturiranog znanja u baze znanja
- Testiranje i procjena umetnutog znanja
- Integracija i održavanje sustava
- Revizija i procjena sustava

S obzirom na složenost postupaka inženjeringa znanja, ovi se postupci mogu preklapati i ponavljati, tako da sama izrada KB sustava nužno ne podrazumijeva njihov kronološki slijed.

## Sakupljanje znanja
Sakupljanje znanja uključuje iznošenje, opisivanje, prikupljanje, analizu, oblikovanje i provjeru znanja za proces inženjeringa znanja.
Počeci inženjeringa znanja bili su popraćeni problemima prikupljanja dovoljno znanja visoke kvalitete za izradu pouzdanog i korisnog sustava, jer se ta aktivnost pokazala kao vrlo skupa i dugotrajna. Stoga je sakupljanje znanja kao takvo identificirano kao najproblematičniji proces u izgradnji sustava, a samim time prometnulo se u glavno istraživačko polje u inženjeringu znanja.
Cilj sakupljanja znanja razvitak je metoda i alata koji olakšavaju zahtijevan proces što efikasnijeg preuzimanja znanja od stručnjaka. S obzirom na važnost i zaposlenost stručnjaka od vitalne je važnosti minimalizacija vremena koju bi isti provodili na sesijama prikupljanja znanja.
PCPACK se nametnuo kao najrazvijeniji program prikupljanja znanja, zasnovan na istraživanjima iz psihologije i umjetne inteligencije u potpunosti je konzistentan s metodologijom inženjeringa znanja. PCPACK je u principu set programskih alata sastavljen od: alata za protokol, ljestvičnog alata, dijagramskog alata, alata za matrice, anotacijskog alata i izdavačkog alata. 

## Načela inženjeringa znanja
Od sredine 1980-ih, inženjeri znanja razvili su niz načela, metoda i alata koji su znatno poboljšali proces sakupljanja znanja. Neki od ključnih načela inženjera znanja glase:
- oni ukazuju na postojanje različitih vrsta znanja, te se stoga pravilan pristup i tehnika trebaju koristiti za svaku
- inženjeri znanja ukazuju na postojanje različitih vrsta stručnjaka i stručnosti, tako da odgovarajuće metode trebaju biti odabrane
- oni prepoznaju postojanje različitih načina prezentacije znanja, koje mogu pomoći sakupljanju, provjeri i ponovnom korištenju znanja
- također, inženjeri znanja prepoznaju postojanje različitih načina korištenja znanja, tako da proces sakupljanja može biti vođen ciljevima projekta
- inženjeri znanja koriste strukturirane metode za povećanje učinkovitosti procesa sakupljanja znanja.

## Pravci u inženjeringu znanja
Postoje dva glavna razvojna pravca u inženjeringu znanja:
- Pravac prenošenja – tradicionalni pravac. U ovom pravcu pretpostavka je primijeniti konvencionalne metode inženjeringa znanja prilikom prijenosa ljudskoga znanja u sustav umjetne inteligencije.
- Pravac modeliranja – alternativni pravac. U ovom pravcu inženjer znanja pokušava oblikovati znanje i tehnike rješavanja problema područnog stručnjaka u sustav umjetne inteligencije.

## Metodologija inženjeringa znanja
Osnovna problematika metodologija inženjeringa znanja je uvođenje ontologija.
Najkorištenija metodologija u ovom području trenutno je CommonKADS. Kao vodeća metodologija za podršku inženjeringu znanja postupno se razvila i danas je potvrđena od mnoštva tvrtki i sveučilišta u kontekstu europskog "Esprit IT" programa. CommonKADS podržava razvoj sustava zasnovanih na znanju, koji podržavaju odabrane dijelove poslovnog procesa.
Uz CommonKADS, najpoznatije metodologije su MOKA i 47-Step Procedure.

## Vanjske poveznice
- epistemics.co.uk:Knowledge Engineering  Arhivirana inačica izvorne stranice od 18. veljače 2009. (Wayback Machine) (engl.)
- Data & Knowledge Engineering - Elsevier Journal (engl.)
- Knowledge Engineering Review, Cambridge Journal (engl.)
- The International Journal of Software Engineering and Knowledge Engineering- World Scientific (engl.)
- IEEE Transactions on Knowledge and Data Engineering  Arhivirana inačica izvorne stranice od 15. svibnja 2009. (Wayback Machine) (engl.)
- Expert Systems: The Journal of Knowledge Engineering  Arhivirana inačica izvorne stranice od 12. lipnja 2008. (Wayback Machine) - Wiley-Blackwell (engl.)